# Región del Egeo
La región del Egeo (en turco, Ege Bölgesi) es una de las siete regiones en las que se divide Turquía. Se encuentra en la parte occidental del país, rodeado por el mar Egeo (Ege Denizi) al oeste, la región del Mármara al norte, la región del Mediterráneo al sur y sureste y la región de Anatolia Central al este.

## Provincias

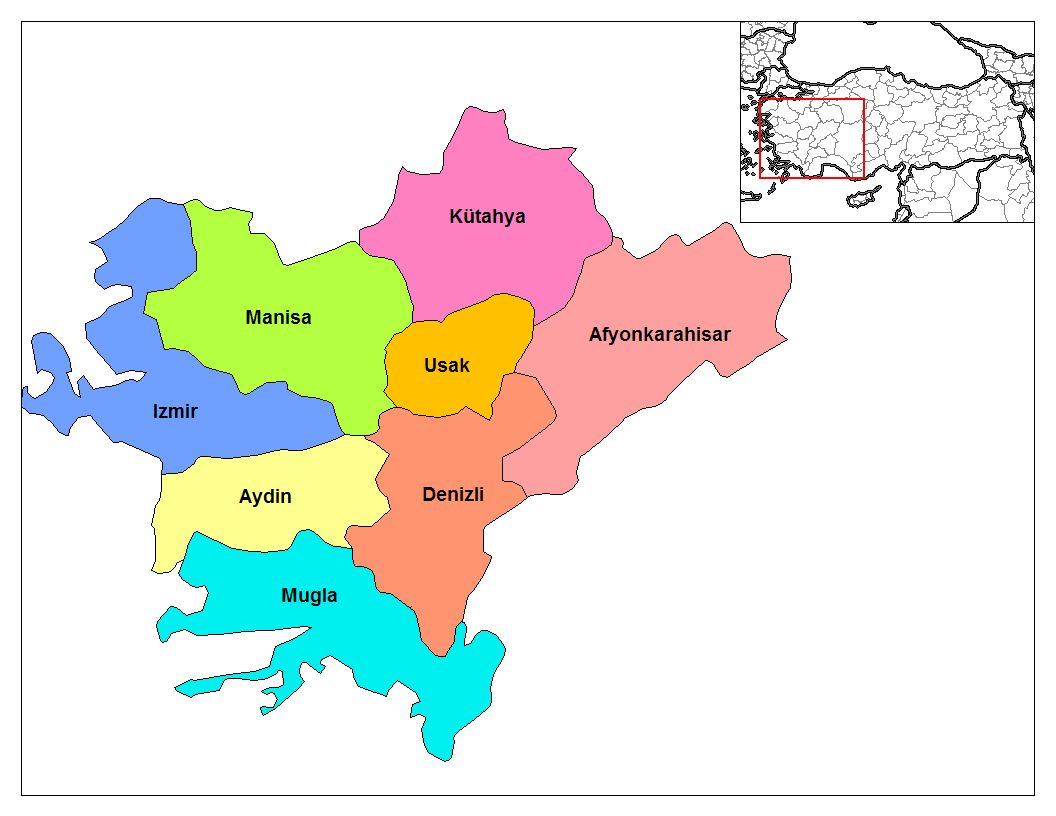
Región del Egeo.

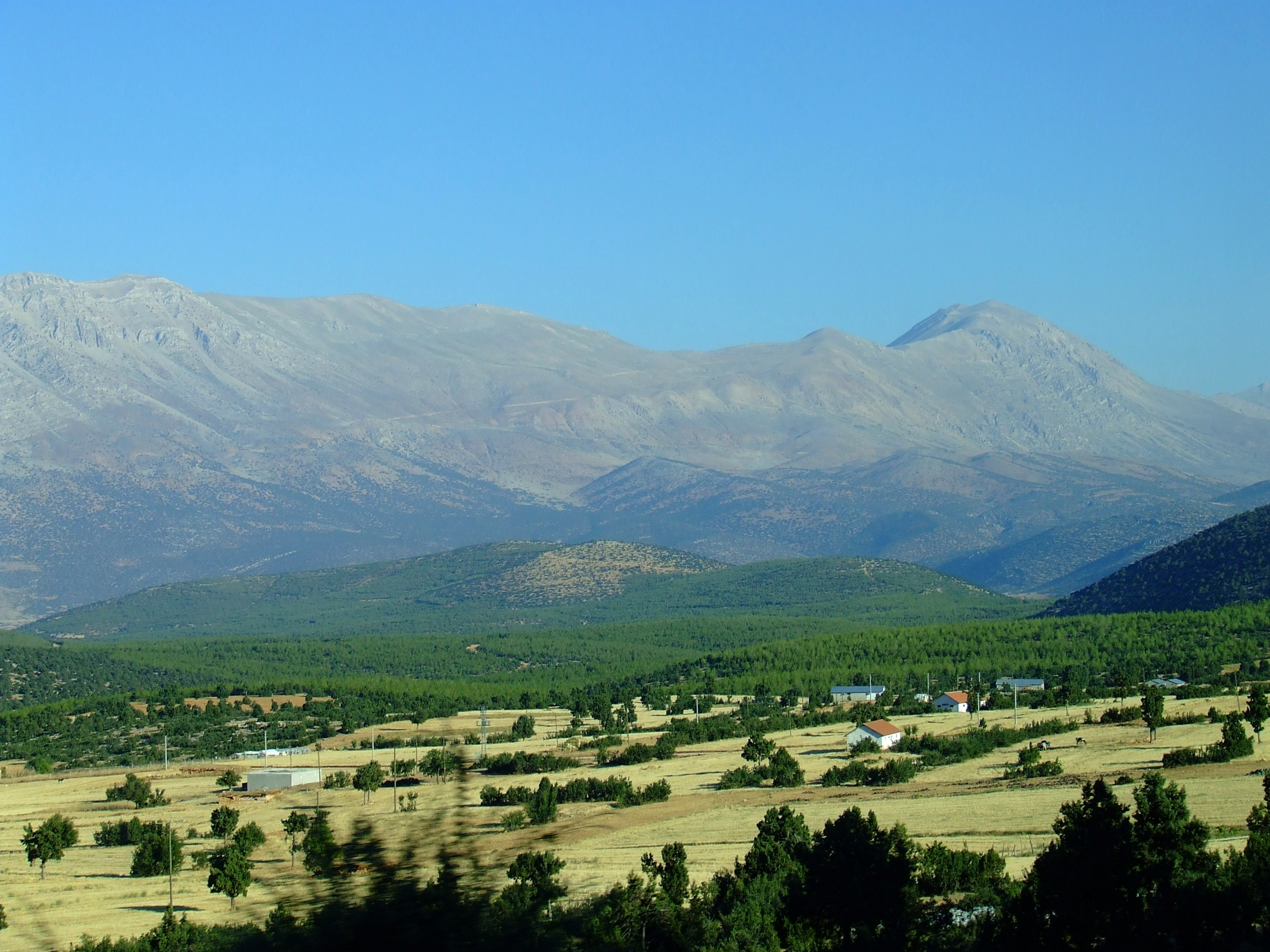
Montañas de la región del Egeo.

- Provincia de Afyonkarahisar
- Provincia de Aydın
- Provincia de Denizli
- Provincia de Esmirna
- Provincia de Kütahya
- Provincia de Manisa
- Provincia de Muğla
- Provincia de Uşak